# Černýš český
Černýš český (Melampyrum bohemicum) je jednoletá, často lesní, řídce se vyskytující rostlina, která je poloparazitická stejně jako všechny ostatní druhy rodu černýš.

## Taxonomie
Černýš český byl popsán na území České republiky koncem 19. století a po dlouhou dobu byl hodnocen jako československá (česká) endemická rostlina, byl přiřazen k širokému druhu Melampyrum subalpinum s.l.. Někteří odborníci se kloní k názoru, že má velmi blízký vztah k rakouskému druhu Melampyrum angustissimum, který vyrůstá ve východním podhůří Alp (především ve Štýrsko-Dolnorakouských vápencových Alpách a ve Vídeňském lese) a že se pravděpodobně jedná o totožný druh. Protože v této oblasti (okolo sídel Baden a Bad Fischau-Brunn) vyrůstá i populace popisována jako Melampyrum subalpinum s.s., která morfologicky stojí mezi oběma typy není vyloučeno, že představují hybridní roj. V současnosti nemá ani jedno výše uvedené jméno odkaz na cizojazyčnou Wikipedii.

## Rozšíření
Černýš český je podle českých zdrojů středoevropským endemitem, který se vyskytuje pouze v oblasti východních Alp, v České republice a na slovenském Záhoří. Roste převážně ve smíšených nebo světlejších jehličnatých lesích hlavně okolo mýtin, lesních okrajů nebo lesních cest. Nejlépe mu vyhovují půdy písčité až hlinitopísčité a poměrně světlá stanoviště.
Podle "Florabase.cz" se černýš český v ČR vyskytuje:

## Popis
Tato 10 až 40 cm vysoká rozvětvená rostlina je poloparazitická jednoletka rozmnožující se výhradně semeny. Větve vyrůstají šikmo vzhůru, spodní jsou často bez květů. Z přímé, lysé nebo jen řídce chlupaté lodyhy vstřícně vyrůstají úzké, čárkovitě kopinaté listy dlouhé do 10 cm a široké nejvýše 8 mm, jsou celokrajné a jemně pýřité nebo lysé.
Květy, vyrůstající po dvou z jednoho kolénka, vytvářejí úzké jednostranné 10 až 30květé květenství, které je v dolní části řídké a výše hustější. Dolní listeny jsou tvarem i zelenou barvou podobné listům, horní jsou obvykle kopinaté až vejčité, na bázi mají rozličný počet trojúhelníkových zubů a bývají s různou intenzitou modrofialově zbarvené. Zelený nebo namodralý kalich s lístky úzce trojúhelníkovitými, na okraji řídce chlupatý, je 6 až 14 mm dlouhý a po odkvětu se ještě prodlužuje. Žloutkově žlutá dvoupyská koruna s otevřeným ústím má zpravidla na horním pysku, z boku zploštělým a výrazně kratším, rezavou skvrnu. Delší dolní pysk je plochý a má dva podélné hrbolky. Žluté prašníky dlouhé 3 až 4 mm jsou po okraji porostlé krátkými chlupy. Pod lysým, zeleným semeníkem je nektarium. Vykvétá od června do září.
Plodem jsou asymetrické tobolky proměnlivého tvaru, bývají široce až úzce elipsoidní, ze stran zmáčklé, srpovitě prohnuté a končí rozličně velikým trojhranným zobanem. Jsou lysé se zřetelnou žilkou mezi chlopněmi a síťnatou žilnatinou. Pravidelně nepřesahují délkou vytrvalého kalichu, pukají na hřbetní i břišní straně. V tobolce bývá po 2 až 4 semenech 3,5 až 6 mm velkých.

## Ochrana
V České republice vyrůstá v omezeném počtu ve spolu nesouvisejících areálech. Jsou to okolí Hradce Králové a Pardubic, Třeboňska, Táborska a na Českomoravské vysočině v okolí Kunštátu. Nedávno byl nově evidován jeho výskyt na drobné lokalitě v Českém ráji.
Převážná část území kde se vyskytuje není chráněna. Tuto poměrně světlomilnou rostlinu hodně poškozuje zahušťování stromového patra a výskyt expanzních rostlin, které ho vytlačují z původních stanovišť.
Černýš český je v České republice i na Slovensku poměrně vzácný a jeho počty se snižují. Pro jeho záchranu byla vyhláškou Ministerstva životního prostředí ČR č. 395/1992 Sb. ve znění vyhl. č. 175/2006 Sb. a "Černým a červeným seznamem cévnatých rostlin České republiky z roku 2000" zařazen mezi zranitelné druhy (C3, §3 – VU).